# Гришко, Валентин Сергеевич
Валентин Сергеевич Гришко (1922—1945) — старшина Рабоче-крестьянской Красной Армии, участник Великой Отечественной войны, Герой Советского Союза (1945).

## Биография
Валентин Гришко родился 22 марта 1922 года в селе Усолусы (ныне — Емильчинский район Житомирской области Украины) в семье учителя. Вскоре после своего рождения вместе с семьёй переехал в село Ризино Звенигородского района Черкасской области. Окончил среднюю школу, затем два курса факультета иностранных языков и литературы Киевского государственного университета. В январе 1942 года Гришко был призван на службу в Рабоче-крестьянскую Красную Армию. С февраля того же года — на фронтах Великой Отечественной войны. Принимал участие в боях на Сталинградском и 2-м Белорусском фронтах. В боях два раза был ранен. К июню 1944 года старшина Валентин Гришко был старшиной роты 922-го стрелкового полка 250-й стрелковой дивизии 3-й армии 2-го Белорусского фронта. Отличился во время освобождения Белорусской ССР.
24 июня 1944 года в ходе прорыва вражеской обороны в районе деревни Озераны Рогачёвского района Гомельской области Гришко подорвал два прохода в проволочном заграждении и первым в роте ворвался в траншею противника. В бою он заменил собой получившего ранение командира взвода и организовал блокирование двух дзотов, лично подорвав один из них. Продолжая наступать, рота уничтожила ещё 3 дзота и несколько десятков солдат и офицеров противника. 26 июня 1944 года рота Гришко атаковала немецкие войска в деревне Старое Залитвинье. В том бою она уничтожила 80 солдат и офицеров противника, а ещё 17 взяла в плен. В бою Гришко был тяжело ранен и отправлен в госпиталь. После излечения он был демобилизован по состоянию здоровья.
Указом Президиума Верховного Совета СССР от 24 марта 1945 года за «смелость, отвагу и воинское мастерство, проявленные в боях при освобождении Белоруссии» старшина Валентин Гришко был удостоен высокого звания Героя Советского Союза с вручением ордена Ленина и медали «Золотая Звезда».
Умер 26 октября 1945 года, похоронен в селе Ризино.
Был также награждён рядом медалей.
В Ризино установлен бюст Гришко, в его честь названы колхоз и школа.